# 津波信一
津波 信一（つは しんいち、1971年7月19日 - ）は、日本のローカルタレント。主に沖縄県を中心に活動する。沖縄県島尻郡佐敷町（現南城市）出身。沖縄県内ではしんちゃんの愛称で親しまれている。沖縄本島南部の方言で話す。
町立佐敷小学校、町立佐敷中学校を経て沖縄県立知念高等学校卒業後、地元のお笑い集団「笑築過激団」の一員として6年ほど活動した後、独立して今に至る。この間、近畿大学豊岡短期大学通信教育部幼児教育学科を卒業した。
RBCテレビで1990年代に放送されていた「お笑いポーポー」に「笑築過激団」の一員として出演し、独立後は沖縄県内にて俳優や演出家、ラジオDJなどマルチタレントとして活動する。
沖縄県内の結婚式で司会を数多く務めることがあり、知人にフリーアナウンサーの武田真一がいる。

## 年表
- 1990年 - 笑築過激団に入団する。
- 1995年 - 独立し、フリーとして芝居を軸に活動を始める。
- 1996年 - 2年間ほど佐敷町青年会会長を務める。
- 1998年 - 佐敷町民劇団「賞味期限」を立ち上げ、初公演、同劇団座長を務める。
- 2001年 - 佐藤信演出、毬谷友子主演「ふたごの星」全国で公演参加を行う（東京、神戸、沖縄）。
- 2004年 - 公共広告機構（現：ACジャパン）のCMに出演。
- 2006年 - 演劇集団「TEAM SPOT JUMBLE」を旗揚げ。現在主宰を務める。

## 活動歴
※印は現在もやっているもの。

### 舞台
- 『ランタナの花の咲く頃に』
- 『佐敷の虎』
- 『ウルトラマン金城哲夫物語』
- 『女 優子』

### 映画
- パイナップル・ツアーズ（1992年）
- パイパティローマ (1994年）
- ナビィの恋 （1999年） -  ケンジ
- 探偵事務所5（2005年） - 久手堅
- 恋しくて（2007年） - ヤギの声A（声の出演）
- やぎの冒険（2010年） - ギマ信二
- ニライの丘 ～A Song of Gondola～ （2010年） -  桑江良造
- ハルサーエイカー THE MOVIE エイカーズ（2015年）- 木の葉（声）
- 人魚に会える日。（2016年）
- 返還交渉人 いつか、沖縄を取り戻す（2018年）
- 大きな古時計 劇場版（2020年）

### ラジオ番組
- 『NANBUアワー』 - （ラジオ沖縄） - 玉城美香と共に担当（2007年10月 - ）
- 『GOOD RADIO ぐーだじょ〜』（ラジオ沖縄） - ミヤギマモルと共に担当
- 『TSJの今夜もゲネプロ〜緞帳上がります!〜』 - （エフエム沖縄） - TEAM_SPOT_JUMBLEメンバーと共に担当（2011年 - ）
- 『TSJのイッツOK！』 - （ラジオ沖縄） - オッディ、ナツコと共に担当（2020年4月 - ）
- 『Wしんちゃんといずみ～のうたいの〜しラジオ』 - （RBCiラジオ） - 宮里真司、喜舎場泉と共に担当（2022年8月7日 - ）
- 『モクパチ』 - （RBCiラジオ） - 首里のすけと共に担当（2023年5月4日 - ）

#### ※以前担当していたラジオ番組
- 『サタデーナイトは土〜するべき!?』（FM沖縄、1999年4月3日 - 2015年4月25日） - 川満聡と共に担当
- 『チャットステーションL』火曜（ラジオ沖縄、2007年5月〜12月） - 玉城美香の代打
- 『Wしんちゃんとあ～き～のうたいの〜しラジオ』 - （RBCiラジオ） - 宮里真司、玉城あきと共に担当（2022年4月3日 - 2022年7月31日）
- 『マルユウグループpresents　どアップ』 - （RBCiラジオ） - 首里のすけと共に担当（2022年9月3日 - 2023年4月29日）[1]

### テレビ番組
- ※『きんくる 〜沖縄金曜クルーズ〜』（NHK沖縄放送局）
武田真一→飯田紀久夫と共に担当。武田転勤後は、「船長」役を引き継いだ。
- 『お笑いポーポー』（琉球放送）
- 私が初めて創ったドラマ「沖縄ドライバーズノート」（2011年1月14日、NHK BShi） - パーラー主人 役
- ※『ハルサーエイカー』（沖縄テレビ放送） - 祖 役
- ※『ハルサーエイカー2』（沖縄テレビ放送） - 灰間博士（ドクターZO） 役
- 『返還交渉人 -いつか、沖縄を取り戻す-』（2017年8月12日、NHK BSプレミアム）
- 『安全+第一 大知マン』（沖縄テレビ） - 津波信一（つは のぶかず） 役
- 『連続ドラマW フェンス』 第4話 （2023年4月9日、WOWOW） - 沖縄防衛局の役人 役

### CM
- 公共広告機構（現：ACジャパン） - 2004年、沖縄県限定で放送された。
- フレッシュプラザ ユニオン - 2006年〜現在 ミヤギマモルと共に、CMソングも手がける。
- 住太郎ホーム『桑江ベアーズタウン・ガーデンコート』[2] - 2009年
- 沖縄地上デジタル放送推進協議会『地デジ!イチデージ!!劇場』3部作（2009年〜2011年7月24日） - 地元の喜劇俳優・仲田幸子らと共演
- 沖縄製粉  - ウコン健康食品「クルミン」を紹介する「津波区長」として出演。
- 大知建設

## 著書
- 川満 聡、津波信一『川満児童文学館―名作、傑作。こどもの詩と作文ワールド!』（ボーダーインク ISBN 4899820674）